# سیارک ۱۲۱۷۵
سیارک ۱۲۱۷۵ (به انگلیسی: 12175 Wimhermans، نامگذاری:3197T-3)۱۲۱۷۵مین سیارک کشف شده‌است که در ۱۶ اکتبر ۱۹۷۷ کشف شد.